# NGC 5354
NGC 5354 је лентикуларна галаксија у сазвежђу Ловачки пси која се налази на NGC листи објеката дубоког неба.
Деклинација објекта је + 40° 18' 11" а ректасцензија 13h 53m 26,7s. Привидна величина (магнитуда) објекта NGC 5354 износи 11,5 а фотографска магнитуда 12,5. NGC 5354 је још познат и под ознакама UGC 8814, MCG 7-29-11, CGCG 219-19, HCG 68B, near HD 121197, PGC 49354.